# Sandsackbau

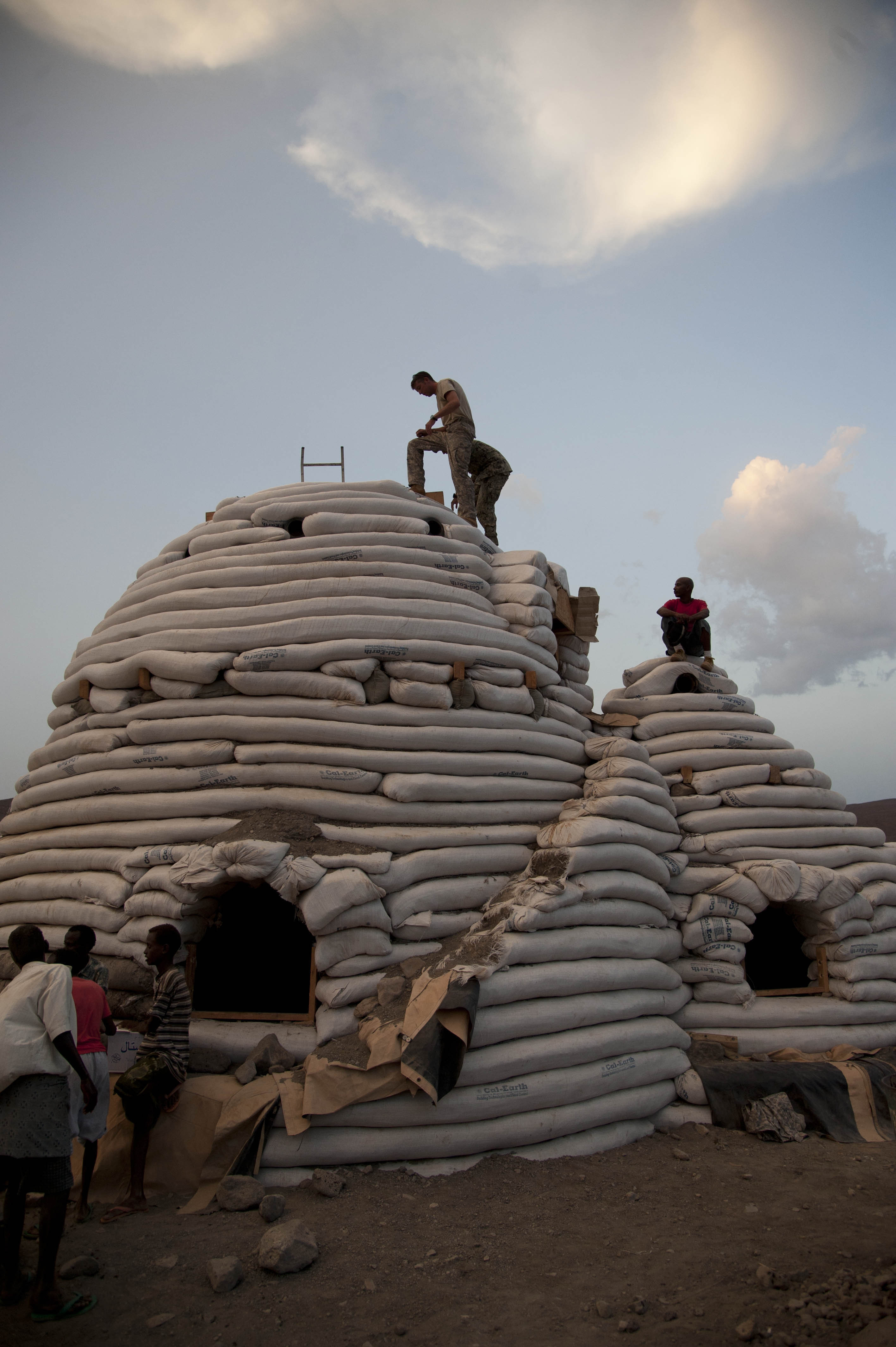
Bau eines Gemeinschaftsgebäudes aus Sandsäcken in Dschibuti (2012)

Der Sandsackbau (engl. earthbag construction) ist eine kostengünstige Baumethode, bei der meist lokal verfügbarer Boden oder Gestein als Füllmaterial verwendet wird. Die damit errichteten Strukturen sind sowohl stabil als auch schnell zu errichten.
Wie bei traditionellen Erdhäusern schützt die große Speichermasse der gefüllten Sandsäcke die Nutzer der Räume in heißen Ländern vor der nachmittäglichen Hitze und verhindert zugleich eine übermäßige Auskühlung in der Nacht. In Trockengebieten können Sandsackbauten auch ohne eine vollständig wasserdichte Überdachung eine lange Lebensdauer erreichen.
Der Bau mit Sandsäcken hat seinen Ursprung im militärischen Bunkerbau und wurde mit Techniken aus dem Deichbau weiter entwickelt. Die Bautechnik erfordert dabei nur einfache, meist lokal und kostengünstig verfügbare Baumaterialien.
Gefüllte Sandsäcke haben eine innere Stabilität. Es wird entweder feuchter Untergrund verwendet, der genügend Lehm enthält, um beim Stampfen kohäsiv zu werden, oder ein kantiger (gebrochener) Kies bzw. zerkleinertes Vulkangestein. Wände werden nach und nach aufgebaut, indem die Säcke in Schichten und mit Versatz ähnlich klassischem Mauerwerk verlegt werden. Die Wände können gekrümmt oder gerade sein. Das Dach kann aus Sandsäcken als Gewölben geformt oder mit herkömmlicher Bedachung hergestellt werden. Gekrümmte und gewölbte Wände besitzen eine bessere seitliche Stabilität. Es bietet sich an, aus Sandsäcken Rundbauten und sphärische Strukturen in der Art von Iglus zu errichten.
Gerade Wände müssen ab einer Seitenlänge von etwa 2 Metern durch Pfosten und Riegel oder durch die Verzahnung mit quer laufenden Wänden ausgesteift werden. Die neuseeländischen Richtlinien für die Erdbebensicherheit im Erdbau machen Vorgaben zum Bauen mit erdgefüllten Säcken. Scherversuche zeigen, dass Baukonstruktionen aus mit Lehm gefüllten und bewehrten Sandsäcken unter gewissen Bedingungen ähnliche Eigenschaften erreichen wie Wände aus Lehmziegeln.
Um die Reibung zwischen den Säcken und den Zusammenhalt der Wand in Erdbebengebieten zu verbessern, kann Stacheldraht in die Lagerfugen zwischen den Schichten eingelegt werden. Die Säcke können auch mit Kunststoffseil zusammengebunden, vernäht oder verflochten werden, um den Zusammenhalt der Wand zu verbessern und den Aufbau zu erleichtern. Insbesondere Ecken und Kanten von Wandöffnungen werden auf diese Weise verstärkt.
Um die Säcke vor UV-Schäden am Gewebe und eindringender Feuchtigkeit zu schützen, wird die Konstruktion in der Regel mit einem Putzträger versehen und mit Gips-, Kalk- oder Lehmputz beworfen und verstrichen.
Der Bau mit Sandsäcken ist eine vielseitige und nachhaltige Baumethode und kann zur Herstellung von Schlaf- und Sitzbänken, freistehenden Wänden, Notunterkünften, Wohngebäuden, Scheunen und gewerblichen Gebäuden angewandt werden. Ein typisches Einsatzgebiet ist die schnelle Errichtung einer größeren Anzahl kleiner bis mittelgroßer Wohnquartiere in Entwicklungsländern oder Katastrophengebieten. Bauliche Strukturen wie Erdhäuser, Zisternen,  Erdkeller und Stützmauern können mit z. B. durch Kalk oder Zement stabilisierter Bodenfüllung oder mit zusätzlicher Verstärkung und Kies- oder Sandaufschüttung gebaut werden.